# Hosea Washington Parker

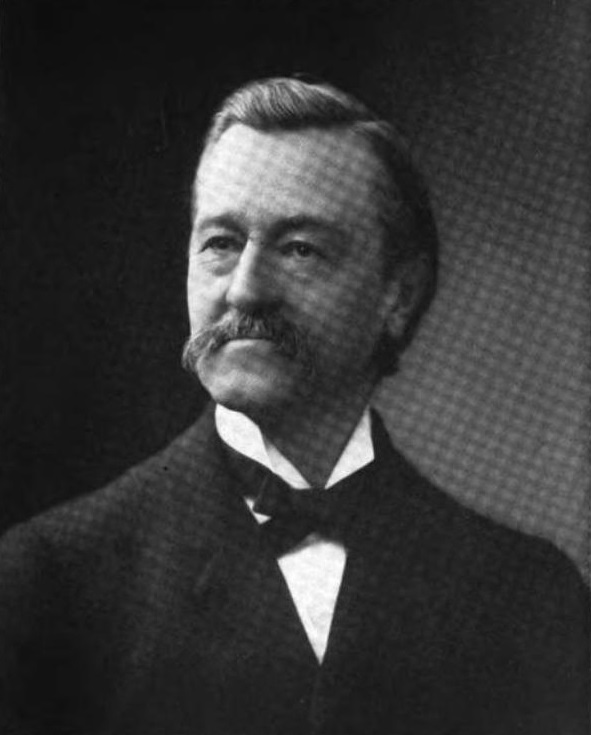
Hosea Washington Parker

Hosea Washington Parker (* 30. Mai 1833 in Lempster, Sullivan County, New Hampshire; † 21. August 1922 in Claremont, New Hampshire) war ein US-amerikanischer Politiker. Zwischen 1871 und 1875 vertrat er den Bundesstaat New Hampshire im US-Repräsentantenhaus.

## Werdegang
Hosea Parker erhielt eine gute Grundschulausbildung und besuchte danach das Tufts College in Medford (Massachusetts) sowie das Green Mountain Liberal Institute in South Woodstock (Vermont). Nach einem anschließenden Jurastudium und seiner im Jahr 1859 erfolgten Zulassung als Rechtsanwalt begann er in seinem Geburtsort Lempster in seinem neuen Beruf zu praktizieren.
Parker war Mitglied der Demokratischen Partei. In den Jahren 1859 und 1860 saß er als Abgeordneter im Repräsentantenhaus von New Hampshire. Ab 1860 war er in Claremont ansässig. In den Jahren 1868, 1880, 1884 und 1888 war er Delegierter zu den jeweiligen Democratic National Conventions. 1870 wurde er im dritten Distrikt von New Hampshire in das US-Repräsentantenhaus in Washington, D.C. gewählt, wo er am 4. März 1871 die Nachfolge des Republikaners Jacob Benton antrat. Nach einer Wiederwahl im Jahr 1872 konnte Parker bis zum 3. März 1875 zwei zusammenhängende Legislaturperioden im Kongress absolvieren. Im Jahr 1874 unterlag er dem Republikaner Henry W. Blair.
Nach dem Ende seiner Zeit im Repräsentantenhaus arbeitete Parker wieder als Rechtsanwalt. Im Jahr 1918 war er Delegierter auf einer Versammlung zur Überarbeitung der Staatsverfassung von New Hampshire. Hosea Parker starb am 21. August 1922 in Claremont. Dort wurde er auch beigesetzt.